# باغ بهشت (خورموج)
باغ بهشت (بالفارسية: باغ‌وحش) هي قرية تقع في إيران في قسم خورموج الريفي. يقدر عدد سكانها بـ 54 نسمة بحسب إحصاء 2016.